# Dirinastrum
Dirinastrum — рід грибів родини Roccellaceae. Назва вперше опублікована 1893 року.

## Класифікація
До роду Dirinastrum відносять 3 види:
- Dirinastrum australiense
- Dirinastrum chilense
- Dirinastrum chilenum